# Saison 2017-2018 de l’Étoile noire de Strasbourg
Saison précédente Saison suivante
La saison 2017-2018 de l’Étoile noire de Strasbourg est la 12e du club dans l'élite du hockey français.
La saison régulière est catastrophique puisque l'équipe débute par 18 défaites consécutives. Le bilan final s'établit à 4 victoires pour 40 défaites. C'est donc logiquement qu'elle se retrouve à la 12e et dernière place et dispute la poule de maintien, où elle débute avec un très mince espoir de maintien. En effet, l’Étoile noire accuse un retard de 10 points sur le 11e et elle peut en glaner au maximum 18 en remportant tous ses matches dans le temps réglementaire.
Lors de cette poule de maintien, Strasbourg enchaîne 5 victoires consécutives et, au moment d'aborder le dernier match, l'équipe a son destin en main puisqu'elle est 11e avec 2 points d'avance sur Chamonix. 
Les matches décisifs ont lieu le 23 mars. En cas de succès de Chamonix, Strasbourg ne sera maintenu qu'en cas de victoire dans le temps réglementaire ou en prolongation. Chamonix l'emporte effectivement à domicile 5 à 3 contre Nice mais l’Étoile noire est défaite à l'Iceberg 3 à 2 par le Gamyo Épinal. Cette défaite est synonyme de relégation en Division 1 la saison prochaine.

## Transferts
| Nom                 | Nationalité | Poste          | Provenance                    | Provenance   |
| ------------------- | ----------- | -------------- | ----------------------------- | ------------ |
| Frédéric Bergeron,  | Canada      | Attaquant      | Dogs de Cholet                | Division 1   |
| Edgars Dīķis        | Lettonie    | Défenseur      | TMH Polonia Bytom             | PHL          |
| Linus Boström       | Suède       | Attaquant      | IF Björklöven                 | Allsvenskan  |
| Michal Důras        | Tchéquie    | Attaquant      | HC Dukla Jihlava              | 1. liga      |
| Jan Chábera         | Tchéquie    | Gardien de but | Dukla Trenčín                 | Extraliga    |
| Paul Schmitt        | France      | Attaquant      | Pionniers de Chamonix-Morzine | Ligue Magnus |
| Loïc Chapelier      | France      | Défenseur      | Rapaces de Gap                | Ligue Magnus |
| Roope Nikkilä       | Finlande    | Attaquant      | Scorpions de Mulhouse         | Division 1   |
| Romain Chapuis      | France      | Attaquant      | Gamyo Épinal                  | Ligue Magnus |
| Zach Josepher       | États-Unis  | Attaquant      | MH Automatyka Gdansk          | PHL          |
| Jakub Sulc          | Tchéquie    | Défenseur      | HC Litoměřice                 | 1. liga      |
| Gilles Beck         | France      | Gardien de but | Pas d'équipe                  | -            |
| Matthew Brenton     | Canada      | Attaquant      | Hormadi Anglet                | Division 1   |
| Edmunds Augstkalns  | Lettonie    | Défenseur      | TMH Polonia Bytom             | PHL          |
| Johan Burlin        | Suède       | Défenseur      | Skellefteå AIK                | SHL          |
| Sergejs Pečura      | Lettonie    | Attaquant      | HK Kurbads                    | LHL          |
| Markus Korkiakovski | Finlande    | Attaquant      | Hokki Kajaani                 | Mestis       |

| Nom                 | Nationalité | Poste          | Destination             | Destination  |
| ------------------- | ----------- | -------------- | ----------------------- | ------------ |
| David Stříž,        | Tchéquie    | Défenseur      | Arrêt                   | -            |
| Léo Guillemain,     | France      | Défenseur      | Gothiques d'Amiens      | Ligue Magnus |
| Alex Minner Barron, | États-Unis  | Défenseur      | Inconnu                 | -            |
| Mitch Witek,        | États-Unis  | Défenseur      | Inconnu                 | -            |
| Matthew Beattie,    | États-Unis  | Défenseur      | Melbourne Mustangs (en) | AIHL         |
| Malcolm Gould,      | Canada      | Attaquant      | Dundee Stars            | EICL         |
| Carson Cooper,      | Canada      | Attaquant      | Inconnu                 | -            |
| Hubert Genest,      | Canada      | Défenseur      | Scorpions de Mulhouse   | Ligue Magnus |
| Kévin Lorcher       | France      | Attaquant      | Gamyo Épinal            | Ligue Magnus |
| Vladimír Hiadlovský | Slovaquie   | Gardien de but | Arrêt                   | -            |
| Jordan Draper       | Canada      | Attaquant      | Aigles de Nice          | Ligue Magnus |
| Élie Marcos         | France      | Attaquant      | Gothiques d'Amiens      | Ligue Magnus |
| Baptiste Goetz      | France      | Gardien de but | Arrêt                   | -            |
| Frédéric Bergeron   | Canada      | Attaquant      | Dogs de Cholet          | Division 1   |
| Zach Josepher       | États-Unis  | Attaquant      | ignoré                  | ignoré       |

## Effectif
| No    | Nom                        | Nat. | Position  | Arrivée                              |
| ----- | -------------------------- | ---- | --------- | ------------------------------------ |
| +032, | Jan Chábera                |      | Gardien   | Dukla Trenčín                        |
| +031, | Gilles Beck                |      | Gardien   | Aucun club                           |
| +082, | Colin Morillon             |      | Défenseur | Formé au club                        |
| +085, | Maxime Deplanque           |      | Défenseur | Formé au club                        |
| +022, | Edgars Dīķis               |      | Défenseur | 2017 - TMH Polonia Bytom             |
| +042, | Loïc Chapelier             |      | Défenseur | 2017 - Rapaces de Gap                |
| 14    | Zach Josepher              |      | Attaquant | 2017 - MH Automatyka Gdansk          |
| +052, | Aurélien Chausserie-Laprée |      | Défenseur | Formé au club                        |
| +018, | Jakub Sulc                 |      | Défenseur | 2017 - HC Litoměřice                 |
| +012, | Loup Benoit                |      | Attaquant | 2016 - Lions de Lyon                 |
| +010, | Thomas Mathieu             |      | Attaquant | 2012 - Scorpions de Mulhouse         |
| +071, | Valérian Mathieu           |      | Défenseur | Formé au club                        |
| +077, | Maxence Leroux             |      | Défenseur | Formé au club                        |
| 91    | Frédéric Bergeron          |      | Attaquant | 2017 - Dogs de Cholet                |
| +021, | Linus Boström              |      | Attaquant | 2017 - IF Björklöven                 |
| +096, | Michal Důras               |      | Défenseur | 2017 - HC Dukla Jihlava              |
| +045, | Julien Burgert – C         |      | Attaquant | Formé au club                        |
| +023, | Paul Schmitt               |      | Attaquant | 2017 - Pionniers de Chamonix-Morzine |
| +084, | Roppe Nikkilä              |      | Attaquant | 2017 - Scorpions de Mulhouse         |
| +027, | Romain Chapuis             |      | Attaquant | 2017 - Gamyo Épinal                  |
| +020, | Samuel Rousseau            |      | Attaquant | Formé au club                        |
| +058, | Sébastien Trudeau          |      | Attaquant | 2016 - Assurancia de Thetford        |
| +057, | Matthew Brenton            |      | Attaquant | 2017 - Hormadi Anglet                |
| +024, | Edmunds Augstkalns         |      | Défenseur | 2017 - TMH Polonia Bytom             |
| +038, | Johan Burlin               |      | Défenseur | 2017 - Skellefteå AIK                |
| +008, | Sergejs Pečura             |      | Attaquant | 2017 - HK Kurbads                    |
| +040, | Markus Korkiakoski         |      | Attaquant | 2017 - Hokki Kajaani                 |

## Pré-saison
| Date          | Domicile      | Score | Extérieur  | Pr./TF | Affluence | Bilan | Commentaire |
| ------------- | ------------- | ----- | ---------- | ------ | --------- | ----- | ----------- |
| 17 août       | Dukla Trenčín | 4-1   | Strasbourg | -      |           | 0-1   | Coupe Rona  |
| 18 août       | MsHK Žilina   | 8-2   | Strasbourg | -      |           | 0-2   | Coupe Rona  |
| 19 août       | Mulhouse      | 4-3   | Strasbourg | -      |           | 0-3   | Coupe Rona  |
| 22 août       | Strasbourg    | 4-5   | Épinal     | -      | 700       | 0-4   |             |
| 25 août       | Épinal        | 2-1   | Strasbourg | -      | 700       | 0-5   |             |
| 30 août       | Mulhouse      | 5-0   | Strasbourg | -      | 650       | 0-6   |             |
| 1er septembre | Strasbourg    | 2-6   | Mulhouse   | -      | 700       | 0-7   |             |
| 8 septembre   | Strasbourg    | 2-10  | Bietigheim | -      | 600       | 0-8   |             |

## Ligue Magnus

### Saison régulière

#### Résultats
| Journée | Date         | Domicile   | Score | Extérieur  | Pr. / TF | Affluence | Feuille de match | Points cumulés | % de victoires | Classement |
| ------- | ------------ | ---------- | ----- | ---------- | -------- | --------- | ---------------- | -------------- | -------------- | ---------- |
| 1       | 12 septembre | Nice       | 5-2   | Strasbourg | -        | 518       | J01              | 0              | 0              | 10e        |
| 2       | 15 septembre | Strasbourg | 1-7   | Bordeaux   | -        | 827       | J02              | 0              | 0              | 12e        |
| 3       | 17 septembre | Amiens     | 4-1   | Strasbourg | -        | 1 700     | J03              | 0              | 0              | 12e        |
| 4       | 19 septembre | Strasbourg | 1-4   | Épinal     | -        | 542       | J04              | 0              | 0              | 12e        |
| 5       | 22 septembre | Angers     | 5-4   | Strasbourg | -        | 850       | J05              | 0              | 0              | 12e        |
| 6       | 26 septembre | Gap        | 7-4   | Strasbourg | -        | 1 735     | J06              | 0              | 0              | 12e        |
| 7       | 29 septembre | Strasbourg | 2-4   | Rouen      | -        | 832       | J07              | 0              | 0              | 12e        |
| 9       | 3 octobre    | Strasbourg | 1-5   | Mulhouse   | -        | 853       | J09              | 0              | 0              | 12e        |
| 10      | 6 octobre    | Chamonix   | 4-3   | Strasbourg | TF       | 358       | J10              | 1              | 0              | 12e        |
| 21      | 7 octobre    | Grenoble   | 4-0   | Strasbourg | -        | 2 577     | J21              | 1              | 0              | 12e        |
| 11      | 10 octobre   | Strasbourg | 4-6   | Grenoble   | -        | 732       | J11              | 1              | 0              | 12e        |
| 12      | 13 octobre   | Bordeaux   | 6-3   | Strasbourg | -        | 2 459     | J12              | 1              | 0              | 12e        |
| 13      | 15 octobre   | Strasbourg | 3-4   | Amiens     | -        | 453       | J13              | 1              | 0              | 12e        |
| 14      | 17 octobre   | Épinal     | 11-4  | Strasbourg | -        | 1 950     | J14              | 1              | 0              | 12e        |
| 15      | 20 octobre   | Strasbourg | 1-3   | Angers     | -        | 543       | J15              | 1              | 0              | 12e        |
| 16      | 27 octobre   | Strasbourg | 1-5   | Gap        | -        | 797       | J16              | 1              | 0              | 12e        |
| 17      | 29 octobre   | Rouen      | 7-0   | Strasbourg | -        | 2 480     | J17              | 1              | 0              | 12e        |
| 18      | 31 octobre   | Strasbourg | 2-3   | Lyon       | Pr.      | 987       | J18              | 2              | 0              | 12e        |
| 19      | 3 novembre   | Mulhouse   | 3-6   | Strasbourg | -        | 1 205     | J19              | 5              | 5,3            | 12e        |
| 20      | 14 novembre  | Strasbourg | 1-2   | Chamonix   | -        | 1 185     | J20              | 5              | 5,0            | 12e        |
| 24      | 28 novembre  | Mulhouse   | 3-2   | Strasbourg | Pr.      | 1 011     | J24              | 6              | 4,8            | 12e        |
| 25      | 1er décembre | Strasbourg | 2-3   | Rouen      | -        | 1 017     | J25              | 6              | 4,5            | 12e        |
| 26      | 5 décembre   | Grenoble   | 6-1   | Strasbourg | -        | 3 500     | J26              | 6              | 4,3            | 12e        |
| 27      | 8 décembre   | Strasbourg | 2-4   | Amiens     | -        | 912       | J27              | 6              | 4,2            | 12e        |
| 8       | 19 décembre  | Lyon       | 3-2   | Strasbourg | -        | 1 200     | J08              | 6              | 4,0            | 12e        |
| 28      | 22 décembre  | Strasbourg | 1-3   | Bordeaux   | -        | 788       | J28              | 6              | 3,8            | 12e        |
| 29      | 27 décembre  | Amiens     | 7-1   | Strasbourg | -        | 2 943     | J29              | 6              | 3,7            | 12e        |
| 30      | 29 décembre  | Strasbourg | 4-9   | Gap        | -        | 1 128     | J30              | 6              | 3,6            | 12e        |
| 31      | 3 janvier    | Chamonix   | 3-2   | Strasbourg | Pr.      | 1 560     | J31              | 7              | 3,4            | 12e        |
| 32      | 5 janvier    | Strasbourg | 3-2   | Nice       | -        | 782       | J32              | 10             | 6,7            | 12e        |
| 33      | 7 janvier    | Lyon       | 6-0   | Strasbourg | -        | 2 537     | J33              | 10             | 6,5            | 12e        |
| 34      | 12 janvier   | Strasbourg | 1-3   | Mulhouse   | -        | 1 172     | J34              | 10             | 6,3            | 12e        |
| 35      | 16 janvier   | Rouen      | 7-0   | Strasbourg | -        | 2 600     | J35              | 10             | 6,1            | 12e        |
| 36      | 19 janvier   | Strasbourg | 6-3   | Grenoble   | -        | 1 492     | J36              | 13             | 8,8            | 12e        |
| 37      | 21 janvier   | Angers     | 4-3   | Strasbourg | Pr.      | 850       | J37              | 14             | 8,6            | 12e        |
| 38      | 23 janvier   | Bordeaux   | 5-4   | Strasbourg | Pr.      | 2 289     | J38              | 15             | 8,3            | 12e        |
| 39      | 26 janvier   | Strasbourg | 2-3   | Amiens     | Pr.      | 415       | J39              | 16             | 8,1            | 12e        |
| 40      | 30 janvier   | Gap        | 6-1   | Strasbourg | -        | 1 732     | J40              | 16             | 7,9            | 12e        |
| 41      | 4 février    | Strasbourg | 1-3   | Chamonix   | -        | 732       | J41              | 16             | 7,7            | 12e        |
| 42      | 6 février    | Nice       | 5-0   | Strasbourg | -        | 791       | J42              | 16             | 7,5            | 12e        |
| 43      | 9 février    | Strasbourg | 1-4   | Lyon       | -        | 810       | J43              | 16             | 7,3            | 12e        |
| 22      | 11 février   | Strasbourg | 5-4   | Nice       | -        | 752       | J22              | 19             | 9,5            | 12e        |
| 23      | 16 février   | Strasbourg | 1-3   | Épinal     | -        | 1 022     | J23              | 19             | 9,3            | 12e        |
| 44      | 20 février   | Épinal     | 5-2   | Strasbourg | -        | 2 034     | J44              | 19             | 9,1            | 12e        |

#### Classement
| Clt   | Équipe     | PJ | V  | VP | D  | DP | BP  | BC  | Diff | Pts |
| ----- | ---------- | -- | -- | -- | -- | -- | --- | --- | ---- | --- |
| +001, | Grenoble   | 44 | 33 | 1  | 9  | 1  | 194 | 108 | +86  | 102 |
| +002, | Rouen      | 44 | 30 | 3  | 9  | 2  | 181 | 108 | +73  | 98  |
| +003, | Gap        | 44 | 22 | 5  | 14 | 3  | 154 | 131 | +23  | 79  |
| +004, | Amiens     | 44 | 20 | 7  | 13 | 4  | 143 | 108 | +35  | 78  |
| +005, | Lyon       | 44 | 21 | 4  | 14 | 5  | 146 | 137 | +9   | 76  |
| +006, | Bordeaux   | 44 | 21 | 4  | 17 | 2  | 164 | 127 | +37  | 73  |
| +007, | Angers     | 44 | 18 | 4  | 13 | 9  | 139 | 137 | +2   | 71  |
| +008, | Mulhouse   | 44 | 11 | 9  | 20 | 4  | 136 | 152 | -16  | 55  |
| +009, | Nice       | 44 | 16 | 3  | 24 | 1  | 126 | 157 | -31  | 55  |
| +010, | Épinal     | 44 | 16 | 2  | 24 | 2  | 127 | 148 | -21  | 54  |
| +011, | Chamonix   | 44 | 8  | 2  | 30 | 4  | 93  | 178 | -85  | 32  |
| +012, | Strasbourg | 44 | 4  | 0  | 33 | 7  | 91  | 203 | -112 | 19  |

- Meilleure équipe de la saison régulière, qualifié pour les séries
- Qualifié pour les séries
- Dispute la poule de maintien

Date de mise à jour : 20 février 2018

#### Statistiques
| Équipe     | MJ | Supériorité numérique | Supériorité numérique | Supériorité numérique | Supériorité numérique | Infériorité numérique | Infériorité numérique | Infériorité numérique | Infériorité numérique |
| Équipe     | MJ | BPSup                 | NS                    | %                     | BCSup                 | BCInf                 | NI                    | %                     | BPInf                 |
| ---------- | -- | --------------------- | --------------------- | --------------------- | --------------------- | --------------------- | --------------------- | --------------------- | --------------------- |
| Amiens     | 44 | 31                    | 198                   | 15,66                 | 2                     | 28                    | 168                   | 83,33                 | 3                     |
| Angers     | 44 | 42                    | 177                   | 23,73                 | 1                     | 31                    | 186                   | 83,33                 | 3                     |
| Bordeaux   | 44 | 55                    | 226                   | 24,34                 | 4                     | 38                    | 227                   | 83,26                 | 1                     |
| Chamonix   | 44 | 26                    | 197                   | 13,20                 | 3                     | 38                    | 202                   | 81,19                 | 6                     |
| Épinal     | 44 | 20                    | 155                   | 12,90                 | 3                     | 39                    | 202                   | 80,69                 | 5                     |
| Gap        | 44 | 36                    | 231                   | 15,58                 | 2                     | 46                    | 174                   | 73,56                 | 3                     |
| Grenoble   | 44 | 46                    | 212                   | 21,70                 | 5                     | 37                    | 204                   | 81,86                 | 2                     |
| Lyon       | 44 | 36                    | 193                   | 18,65                 | 5                     | 50                    | 236                   | 78,81                 | 6                     |
| Mulhouse   | 44 | 41                    | 181                   | 22,65                 | 3                     | 30                    | 181                   | 83,43                 | 4                     |
| Nice       | 44 | 40                    | 183                   | 21,86                 | 2                     | 41                    | 191                   | 78,53                 | 4                     |
| Rouen      | 44 | 47                    | 213                   | 22,07                 | 3                     | 25                    | 216                   | 88,43                 | 4                     |
| Strasbourg | 44 | 32                    | 196                   | 16,33                 | 9                     | 49                    | 175                   | 72,00                 | 1                     |

### Poule de maintien

#### Résultats
Les résultats des matches joués entre les équipes disputant la poule de maintien lors de la saison régulière sont conservés.
| Bilan de la saison régulière                                       | CHA     | EPI     | NIC | STR    | CHA | EPI | NIC | STR     |
| Chamonix                                                           |         | 2-3 Pr. | 0-1 | 4-3 TF |     | 2-1 | 2-4 | 3-2 Pr. |
| Épinal                                                             | 2-1     |         | 7-0 | 11-4   | 6-7 |     | 4-5 | 5-2     |
| Nice                                                               | 3-2 Pr. | 6-3     |     | 5-2    | 2-0 | 2-5 |     | 5-0     |
| Strasbourg                                                         | 1-2     | 1-4     | 5-4 |        | 1-3 | 1-3 | 3-2 |         |
| - Victoire à domicile - Victoire à l'extérieur - Match non disputé |         |         |     |        |     |     |     |         |

Pr. : Prolongation    -    TF : Tirs de fusillade
| Journée | Date       | Domicile   | Score | Extérieur  | Pr. / TF | Affluence | Feuille de match | Points cumulés | % de victoires | Classement |
| ------- | ---------- | ---------- | ----- | ---------- | -------- | --------- | ---------------- | -------------- | -------------- | ---------- |
| 1       | 27 février | Strasbourg | 5-1   | Nice       | -        | 482       | PM01             | 11             | 100            | 12e        |
| 2       | 2 mars     | Épinal     | 3-6   | Strasbourg | -        | 1 148     | PM02             | 14             | 100            | 12e        |
| 3       | 6 mars     | Chamonix   | 0-2   | Strasbourg | -        | 1 042     | PM03             | 17             | 100            | 12e        |
| 4       | 9 mars     | Strasbourg | 7-0   | Chamonix   | -        | 847       | PM04             | 20             | 100            | 11e        |
| 5       | 16 mars    | Nice       | 1-3   | Strasbourg | -        | 804       | PM05             | 23             | 100            | 11e        |
| 6       | 23 mars    | Strasbourg | 2-3   | Épinal     | -        | 1 650     | PM08             | 23             | 87,5           | 12e        |

#### Classement
| Clt   | Équipe     | PJ | V  | VP | D | DP | BP | BC | Diff | Pts |
| ----- | ---------- | -- | -- | -- | - | -- | -- | -- | ---- | --- |
| +009, | Épinal     | 18 | 10 | 1  | 7 | 0  | 74 | 61 | +13  | 32  |
| +010, | Nice       | 18 | 9  | 1  | 8 | 0  | 63 | 56 | +7   | 29  |
| +011, | Chamonix   | 18 | 6  | 2  | 8 | 2  | 42 | 53 | -11  | 24  |
| +012, | Strasbourg | 18 | 7  | 0  | 9 | 2  | 50 | 59 | -9   | 23  |

- relégué en Division 1

Date de mise à jour : 23 mars 2018

## Coupe de France
| Tour            | Date            | Domicile   | Score | Extérieur | Pr./TF | Affluence | Bilan | FM |
| --------------- | --------------- | ---------- | ----- | --------- | ------ | --------- | ----- | -- |
| 1/16e de finale | 24 octobre 2017 | Strasbourg | 4-5   | Épinal    | Pr.    | 511       | 0/1   | FM |

## Statistiques

### Statistiques collectives
Pour les significations des abréviations, voir statistiques du hockey sur glace.
| Compétition                               | Débute en       | Termine en      | PJ | V | VP | VF | D  | DP | DF | BP  | BC  | Diff |
| ----------------------------------------- | --------------- | --------------- | -- | - | -- | -- | -- | -- | -- | --- | --- | ---- |
| Championnat de France (saison régulière)  | -               | -               | 44 | 4 | 0  | 0  | 33 | 6  | 1  | 91  | 203 | -112 |
| Championnat de France (poule de maintien) | -               | -               | 6  | 5 | 0  | 0  | 1  | 0  | 0  | 25  | 8   | 17   |
| Coupe de France                           | 1/16e de finale | 1/16e de finale | 1  | 0 | 0  | 0  | 0  | 1  | 0  | 4   | 5   | -1   |
| Total                                     | -               | -               | 51 | 9 | 0  | 0  | 34 | 7  | 1  | 120 | 216 | -96  |

### Statistiques individuelles

#### Joueurs
Pour les significations des abréviations, voir statistiques du hockey sur glace.
| Nom               | Saison Régulière | Saison Régulière | Saison Régulière | Saison Régulière | Saison Régulière | Saison Régulière | Poule de maintien | Poule de maintien | Poule de maintien | Poule de maintien | Poule de maintien | Poule de maintien | Coupe de France | Coupe de France | Coupe de France | Coupe de France | Coupe de France | Coupe de France | Total | Total | Total | Total | Total | Total |
| Nom               | PJ               | B                | A                | Pts              | +/-              | Pun              | PJ                | B                 | A                 | Pts               | +/-               | Pun               | PJ              | B               | A               | Pts             | +/-             | Pun             | PJ    | B     | A     | Pts   | +/-   | Pun   |
| ----------------- | ---------------- | ---------------- | ---------------- | ---------------- | ---------------- | ---------------- | ----------------- | ----------------- | ----------------- | ----------------- | ----------------- | ----------------- | --------------- | --------------- | --------------- | --------------- | --------------- | --------------- | ----- | ----- | ----- | ----- | ----- | ----- |
| Augstkalns        | 37               | 2                | 10               | 12               | -17              | 34               | 6                 | 1                 | 2                 | 3                 | 7                 | 4                 | 1               | 0               | 1               | 1               | NC              | 0               | 44    | 3     | 13    | 16    | -10   | 38    |
| Baillis           | 1                | 0                | 0                | 0                | 0                | 0                | 0                 | 0                 | 0                 | 0                 | 0                 | 0                 | -               | -               | -               | -               | NC              | -               | 1     | 0     | 0     | 0     | 0     | 0     |
| Benoit            | 43               | 2                | 7                | 9                | -22              | 34               | 6                 | 2                 | 1                 | 3                 | 4                 | 6                 | 1               | 0               | 0               | 0               | NC              | 4               | 50    | 4     | 8     | 12    | -18   | 44    |
| Bergeron          | 19               | 5                | 8                | 13               | -19              | 14               | -                 | -                 | -                 | -                 | -                 | -                 | 1               | 0               | 1               | 1               | NC              | 0               | 20    | 5     | 9     | 14    | -19   | 14    |
| Boström           | 19               | 2                | 5                | 7                | -18              | 44               | 4                 | 2                 | 2                 | 4                 | -5                | 4                 | 1               | 0               | 2               | 2               | NC              | 0               | 24    | 4     | 9     | 13    | -23   | 48    |
| Brenton           | 40               | 3                | 8                | 11               | -30              | 14               | 6                 | 0                 | 1                 | 1                 | +1                | 8                 | 1               | 1               | 0               | 1               | NC              | 0               | 47    | 4     | 9     | 13    | -29   | 22    |
| Burgert           | 41               | 5                | 2                | 7                | -30              | 58               | 6                 | 0                 | 0                 | 0                 | +4                | 6                 | 1               | 0               | 1               | 1               | NC              | 0               | 48    | 5     | 3     | 8     | -26   | 64    |
| Burlin            | 26               | 0                | 6                | 6                | -17              | 24               | 6                 | 0                 | 1                 | 1                 | +3                | 4                 | -               | -               | -               | -               | NC              | -               | 32    | 0     | 7     | 7     | -14   | 28    |
| Chapelier         | 30               | 0                | 0                | 0                | -17              | 32               | 6                 | 0                 | 2                 | 2                 | +4                | 14                | -               | -               | -               | -               | NC              | -               | 36    | 0     | 2     | 2     | -13   | 46    |
| Chapuis           | 18               | 0                | 3                | 3                | -11              | 20               | 6                 | 0                 | 1                 | 1                 | +1                | 18                | 1               | 1               | 0               | 1               | NC              | 0               | 25    | 1     | 4     | 5     | -10   | 38    |
| Chausserie-Laprée | 23               | 0                | 1                | 1                | -4               | 2                | 0                 | 0                 | 0                 | 0                 | 0                 | 0                 | -               | -               | -               | -               | NC              | -               | 23    | 0     | 1     | 1     | -4    | 2     |
| Chipaux           | 4                | 0                | 0                | 0                | -3               | 0                | 0                 | 0                 | 0                 | 0                 | 0                 | 0                 | -               | -               | -               | -               | NC              | -               | 4     | 0     | 0     | 0     | -3    | 0     |
| Delplanque        | 41               | 0                | 1                | 1                | +5               | 39               | 0                 | 0                 | 0                 | 0                 | 0                 | 0                 | 1               | 0               | 0               | 0               | NC              | 0               | 42    | 0     | 1     | 1     | +5    | 39    |
| Dīķis             | 41               | 5                | 7                | 12               | -29              | 24               | 6                 | 0                 | 2                 | 2                 | +7                | 6                 | 1               | 1               | 1               | 2               | NC              | 0               | 48    | 6     | 10    | 16    | -22   | 30    |
| Důras             | 42               | 12               | 19               | 31               | -27              | 49               | 6                 | 3                 | 5                 | 8                 | +7                | 2                 | 1               | 1               | 0               | 1               | NC              | 0               | 49    | 16    | 24    | 40    | -20   | 49    |
| Josepher          | 19               | 1                | 6                | 7                | -15              | 22               | -                 | -                 | -                 | -                 | -                 | -                 | 1               | 0               | 0               | 0               | NC              | 0               | 20    | 1     | 6     | 7     | -15   | 22    |
| Korkiakoski       | 19               | 3                | 6                | 9                | -2               | 32               | 6                 | 3                 | 7                 | 10                | +7                | 12                | -               | -               | -               | -               | NC              | -               | 25    | 6     | 13    | 19    | +5    | 44    |
| Lambolez          | 1                | 0                | 0                | 0                | 0                | 0                | 0                 | 0                 | 0                 | 0                 | 0                 | 0                 | -               | -               | -               | -               | NC              | -               | 1     | 0     | 0     | 0     | 0     | 0     |
| Leroux            | 42               | 4                | 3                | 7                | -11              | 36               | 6                 | 0                 | 0                 | 0                 | -1                | 2                 | 1               | 0               | 0               | 0               | NC              | 0               | 49    | 4     | 3     | 7     | -12   | 38    |
| T. Mathieu        | 43               | 0                | 3                | 3                | -18              | 10               | 6                 | 1                 | 1                 | 2                 | +5                | 2                 | 1               | 0               | 0               | 0               | NC              | 0               | 50    | 1     | 4     | 5     | -13   | 12    |
| V. Mathieu        | 44               | 15               | 13               | 28               | -18              | 10               | 6                 | 2                 | 0                 | 2                 | +2                | 2                 | 1               | 0               | 0               | 0               | NC              | 0               | 51    | 17    | 13    | 30    | -16   | 12    |
| Morillon          | 44               | 1                | 3                | 4                | -31              | 36               | 6                 | 0                 | 2                 | 2                 | +7                | 4                 | 1               | 0               | 0               | 0               | NC              | 0               | 51    | 1     | 5     | 6     | -24   | 40    |
| Mouchrif          | 9                | 0                | 1                | 1                | 0                | 0                | 1                 | 0                 | 0                 | 0                 | -1                | 0                 | -               | -               | -               | -               | NC              | -               | 10    | 0     | 1     | 1     | -1    | 0     |
| Nikkilä           | 33               | 11               | 12               | 23               | -20              | 18               | 6                 | 7                 | 2                 | 9                 | +5                | 6                 | -               | -               | -               | -               | NC              | -               | 39    | 18    | 14    | 32    | -15   | 24    |
| Pečura            | 25               | 5                | 6                | 11               | -17              | 8                | 6                 | 2                 | 3                 | 5                 | +3                | 0                 | -               | -               | -               | -               | NC              | -               | 31    | 7     | 9     | 16    | -14   | 8     |
| Perrenoud         | 2                | 0                | 0                | 0                | 0                | 0                | 0                 | 0                 | 0                 | 0                 | 0                 | 0                 | -               | -               | -               | -               | NC              | -               | 2     | 0     | 0     | 0     | 0     | 0     |
| Rousseau          | 29               | 2                | 0                | 2                | -10              | 2                | 2                 | 0                 | 0                 | 0                 | 0                 | 0                 | 1               | 0               | 0               | 0               | NC              | 0               | 32    | 2     | 0     | 2     | -10   | 2     |
| Schmitt           | 26               | 2                | 0                | 2                | -14              | 18               | 4                 | 2                 | 1                 | 3                 | +3                | 2                 | 1               | 0               | 0               | 0               | NC              | 0               | 31    | 4     | 1     | 5     | -11   | 20    |
| Sulc              | 42               | 0                | 4                | 4                | -29              | 64               | 6                 | 0                 | 3                 | 3                 | +7                | 6                 | 1               | 0               | 0               | 0               | NC              | 0               | 49    | 0     | 7     | 7     | -22   | 70    |
| Trudeau           | 28               | 6                | 13               | 19               | -9               | 20               | 6                 | 2                 | 4                 | 6                 | +3                | 6                 | 1               | 0               | 0               | 0               | NC              | 0               | 35    | 8     | 17    | 25    | -6    | 26    |
| Vinals            | 1                | 0                | 0                | 0                | -1               | 0                | 0                 | 0                 | 0                 | 0                 | 0                 | 0                 | -               | -               | -               | -               | NC              | -               | 1     | 0     | 0     | 0     | -1    | 0     |

#### Gardiens
Pour les significations des abréviations, voir statistiques du hockey sur glace.
| Nom     | Saison Régulière | Saison Régulière | Saison Régulière | Saison Régulière | Saison Régulière | Saison Régulière | Saison Régulière | Poule de maintien | Poule de maintien | Poule de maintien | Poule de maintien | Poule de maintien | Poule de maintien | Poule de maintien | Coupe de France       | Coupe de France       | Coupe de France       | Coupe de France       | Coupe de France       | Coupe de France       | Coupe de France       | Total | Total         | Total | Total | Total | Total | Total |
| Nom     | PJ               | Min              | V                | Bl               | BC               | Moy              | % Arr            | PJ                | Min               | V                 | Bl                | BC                | Moy               | % Arr             | PJ                    | Min                   | V                     | Bl                    | BC                    | Moy                   | % Arr                 | PJ    | Min           | V     | Bl    | BC    | Moy   | % Arr |
| ------- | ---------------- | ---------------- | ---------------- | ---------------- | ---------------- | ---------------- | ---------------- | ----------------- | ----------------- | ----------------- | ----------------- | ----------------- | ----------------- | ----------------- | --------------------- | --------------------- | --------------------- | --------------------- | --------------------- | --------------------- | --------------------- | ----- | ------------- | ----- | ----- | ----- | ----- | ----- |
| Chábera | 39               | 2244 min 17 s    | 4                | 0                | 203              | 4,28             | 87,6             | 6                 | 358 min 23 s      | 5                 | 2                 | 8                 | 1,17              | 96,6              | Stats non disponibles | Stats non disponibles | Stats non disponibles | Stats non disponibles | Stats non disponibles | Stats non disponibles | Stats non disponibles | 45    | 2602 min 40 s | 9     | 2     | 211   | NC    | NC    |
| Beck    | 10               | 406 min 35 s     | 0                | 0                | 36               | 5,31             | 86,2             | 0                 | 0 min             | 0                 | 0                 | 0                 | 0                 | 0                 | Stats non disponibles | Stats non disponibles | Stats non disponibles | Stats non disponibles | Stats non disponibles | Stats non disponibles | Stats non disponibles | 10    | 406 min 35 s  | 0     | 0     | 36    | 5,31  | 86,2  |